# Oxyrhynchus-Papyri
Die Oxyrhynchus-Papyri sind auf Papyrus geschriebene Manuskripte, die von Archäologen zu Ende des 19. Jahrhunderts in einer antiken Müllkippe nahe dem historischen Ort Oxyrhynchos in Ägypten gefunden wurden. Diese umfangreiche Sammlung von Papyri enthält Tausende Dokumente, Briefe und literarische Werke in Altgriechisch und Lateinisch. Es sind auch einige Pergamentmanuskripte darunter sowie jüngere arabischsprachige Manuskripte auf Papier (z. B. das mittelalterliche P. Oxy. VI 1006).

## Geschichte
Im Jahre 1855 wurde in Ägypten ein Papyrus mit 66 Versen eines Partheneion von Alkman entdeckt, dessen Ursprünge im 7. Jahrhundert v. Chr. liegen. Daraufhin konstituierten sich in Europa private und wissenschaftliche Gesellschaften zum Zwecke der Papyrussuche und die neue Disziplin der Papyrologie entstand. In London wurde die Egypt Exploration Society gegründet. Zwei ihrer Mitarbeiter, Bernard Grenfell und Arthur Surridge Hunt, machten ab 1896 in Oxyrhynchus archäologische Ausgrabungen. Grenfell beschreibt später seinen ersten Eindruck als „Müllgruben, nichts als Müllgruben“.
Tatsächlich entdeckten sie in der einstigen Mülldeponie der unterägyptischen griechischen Verwaltungsstadt die bisher größte Einzelmenge Papyri. Die Überreste umfassen etwa 400.000 Fragmente und werden heute zum größten Teil im Ashmolean Museum in Oxford aufbewahrt. Sie werden seit ihrer Entdeckung kontinuierlich und systematisch aufgearbeitet. In den 2010er Jahren sind eine ganze Reihe vor allem frühchristlicher Papyri verschwunden und möglicherweise von einem mit ihrer Bearbeitung betreuten Wissenschaftler an die Familie Green (Hobby lobby) und ihr Bibelmuseum in Washington verkauft worden.
1898 erschien der erste Band der Reihe The Oxyrhynchus Papyri. Bis 2011 wurden 76 Bände mit 5100 Texten veröffentlicht, kaum mehr als ein Prozent des Bestandes. 2016 erschien Band 82.
Zitierweise:
- Die erste Nummer (Vol) ist der Band (Volume) der Oxyrhynchus Papyri, in dem diese Handschrift veröffentlicht ist.
- Die zweite Nummer (Oxy) ist die fortlaufende Nummer aller Publikationen der Oxyrhynchus Papyri.
- Die Standardabkürzung für Zitate der Oxyrhynchus Papyri ist: P. Oxy. <Band in Römischen Ziffern> <fortlaufende Publikationsnummer>.

## Theologische Manuskripte
Alle als „theologisch“ klassifizierten Handschriften der Oxyrhynchus Papyri sind unten aufgeführt. Bei einigen Manuskripten fällt die inhaltliche Zuordnung jedoch schwer. So lässt sich etwa ein Zitat aus Psalm 90, das auf einem Amulett steht, als solches den Magischen Texten der Oxyrhynchus Papyri zuordnen, obwohl es sich ebenso unter den Textzeugnissen des Alten Testaments aufführen lässt.

### Altes Testament

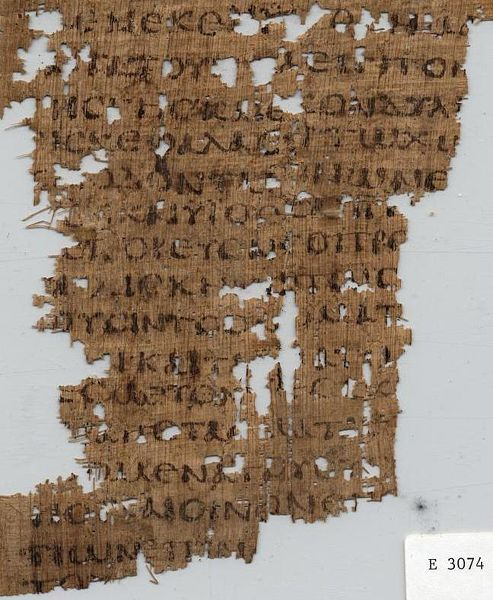
P. Oxy. VI 846: Amos 2 (LXX)

- Aus dem Kontext geht stets hervor, ob es sich um Band 70 der Oxyrhynchus Papyri handelt, oder ob die Septuaginta gemeint ist.
- P. Oxy. VIII 1073 ist eine Version der Vetus Latina von 1. Mose, andere Handschriften sind wahrscheinlich Kopien der Septuaginta.
- Daten sind auf die nächsten 50 Jahre aufgerundet.

| Vol  | Oxy  | Datum         | Inhalt                                                           | Institution                                                                                       | Stadt                  | Land    |
| ---- | ---- | ------------- | ---------------------------------------------------------------- | ------------------------------------------------------------------------------------------------- | ---------------------- | ------- |
| IV   | 656  | 2. Jhd.       | 1. Mose 14:21–23; 15:5–9; 19:32–20:11; 24:28–47; 27:32–33, 40–41 | Bodleian Library; MS.Gr.bib.d.5(P)                                                                | Oxford                 | UK      |
| VI   | 845  | 4./5. Jhd.    | Psalm 68; 70                                                     | Ägyptisches Museum; JE 41083                                                                      | Kairo                  | Ägypten |
| VI   | 846  | 6. Jhd.       | Amos 2                                                           | University of Pennsylvania; E 3074                                                                | Philadelphia           | USA     |
| VII  | 1007 | 4./5. Jhd.    | 1. Mose 2–3                                                      | British Museum; Inv. 2047                                                                         | London                 | UK      |
| VIII | 1073 | 4. Jhd.       | 1. Mose 5–6 Vetus Latina                                         | British Museum; Inv. 2052                                                                         | London                 | UK      |
| VIII | 1074 | 3. Jhd.       | 2. Mose 31–32                                                    | University of Illinois; Inv. 1914.21.0021 (GP 1074)                                               | Urbana (Illinois)      | USA     |
| VIII | 1075 | 3. Jhd.       | 2. Mose 11:26–32                                                 | British Library; Inv. 2053 (recto)                                                                | London                 | UK      |
| IX   | 1166 | 3. Jhd.       | 1. Mose 16:8–12                                                  | British Library; Inv. 2066                                                                        | London                 | UK      |
| IX   | 1167 | 4. Jhd.       | 1. Mose 31                                                       | Princeton Theological Seminary Pap. 9                                                             | Princeton (New Jersey) | USA     |
| IX   | 1168 | 4. Jhd.       | Josua 4-5, Pergament                                             | Princeton Theological Seminary Pap. 10                                                            | Princeton (New Jersey) | USA     |
| X    | 1225 | 4. Jhd.       | 3. Mose 16                                                       | Princeton Theological Seminary Pap. 12                                                            | Princeton (New Jersey) | USA     |
| X    | 1226 | 3./4. Jhd.    | Psalm 7–8                                                        | Liverpool University Class. Gr. Libr. 4241227                                                     | Liverpool              | UK      |
| XI   | 1351 | 4. Jhd.       | 3. Mose 27, Pergament                                            | Ambrose Swasey Library; 886.4 Colgate Rochester Crozer Divinity School (vor dem privaten Verkauf) | Rochester (New York)   | USA     |
| XI   | 1352 | 1. H. 4. Jhd. | Psalm 82–83, Pergament                                           | Ägyptisches Museum; JE 47472                                                                      | Kairo                  | Ägypten |
| XV   | 1779 | 4. Jhd.       | Psalm 1                                                          | United Theological Seminary                                                                       | Dayton (Ohio)          | USA     |
| XVI  | 1928 | 5./6. Jhd.    | Psalm 90, Amulett                                                | Ashmolean Museum                                                                                  | Oxford                 | UK      |
| XVII | 2065 | 5./6. Jhd.    | Psalm 90                                                         | Ashmolean Museum                                                                                  | Oxford                 | UK      |
| XVII | 2066 | 5./6. Jhd.    | Sprüche 6–7                                                      | Ashmolean Museum                                                                                  | Oxford                 | UK      |
| XXIV | 2386 | 5./6. Jhd.    | Psalm 83–84                                                      | Ashmolean Museum                                                                                  | Oxford                 | UK      |
| L    | 3522 | 1. Jhd.       | Hiob 42.11–12                                                    | Ashmolean Museum                                                                                  | Oxford                 | UK      |
| LX   | 4011 | 6. Jhd.       | Psalm 75 interlinear                                             | Ashmolean Museum                                                                                  | Oxford                 | UK      |
| LXV  | 4442 | 1. H. 3. Jhd. | 2. Mose 20:10–17, 18–22                                          | Ashmolean Museum                                                                                  | Oxford                 | UK      |
| LXV  | 4443 | 1./2. Jhd.    | Esther 6–7                                                       | Ashmolean Museum                                                                                  | Oxford                 | UK      |

#### Apokryphen des Alten Testaments
Texte, die in der griechischen Septuaginta und den lateinischen Handschriften der Vetus Latina enthalten sind, nicht jedoch in der hebräischen Bibel.
- PP. Oxy. XIII 1594 und LXV 4444 bestehen aus Pergament (als „Pergament“ in der Tabelle markiert).
- Beide Kopien von Tobit sind unterschiedliche Ausgaben des bekannten Textes der Septuaginta (Bemerkung in der Tabelle: „nicht LXX“).

| Vol  | Oxy  | Datum         | Inhalt                           | Institution                                                    | Stadt                | Land |
| ---- | ---- | ------------- | -------------------------------- | -------------------------------------------------------------- | -------------------- | ---- |
| III  | 403  | 4./5. Jhd.    | Syrische Baruch-Apokalypse 12–14 | St. Mark’s Library General Theological Seminary                | New York City        | USA  |
| VII  | 1010 | 4. Jhd.       | 4. Esra 16:57–59                 | Bodleian Library MS.Gr.bib.g.3(P)                              | Oxford               | UK   |
| VIII | 1076 | 6. Jhd.       | Tobit 2 nicht LXX                | John Rylands University Library 448                            | Manchester           | UK   |
| XIII | 1594 | 2. H. 3. Jhd. | Tobit 12 Pergament, nicht LXX    | Universitätsbibliothek Cambridge Add. MS. 6363                 | Cambridge            | UK   |
| XIII | 1595 | 6. Jhd.       | Ecclesiasticus 1                 | Badè Museum of Biblical Archaeology Pacific School of Religion | Berkeley Kalifornien | USA  |
| XVII | 2069 | 4./5. Jhd.    | 1. Hen 85.10–86.2, 87.1–3        | Ashmolean Museum                                               | Oxford               | UK   |
| XVII | 2074 | 5. Jhd.       | Apostrophe zur Weisheit [?]      | Ashmolean Museum                                               | Oxford               | UK   |
| LXV  | 4444 | 4. Jhd.       | Weisheit 4:17–5:1 Pergament      | Ashmolean Museum                                               | Oxford               | UK   |

#### Andere dazugehörige Papyri
| Vol   | Oxy  | Datum      | Inhalt                        | Institution      | Stadt  | Land |
| ----- | ---- | ---------- | ----------------------------- | ---------------- | ------ | ---- |
| IX    | 1173 | 3. Jhd.    | Philon                        | Bodleian Library | Oxford | UK   |
| XI    | 1356 | 3. Jhd.    | Philon                        | Bodleian Library | Oxford | UK   |
| XVIII | 2158 | 3. Jhd.    | Philon                        | Ashmolean Museum | Oxford | UK   |
| XXXVI | 2745 | 4./5. Jhd. | Onomastikon hebräischer Namen | Ashmolean Museum | Oxford | UK   |

### Neues Testament

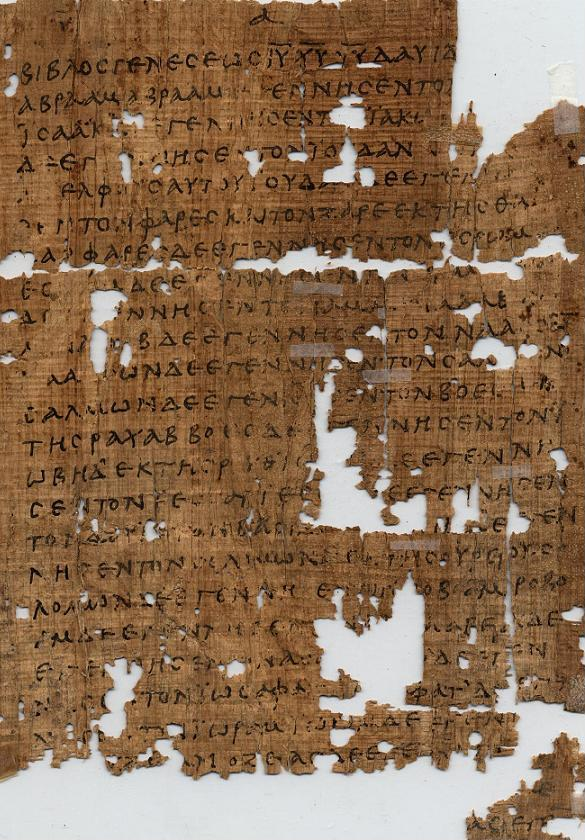
Papyrus : Matthäus 1

Die Oxyrhynchus Papyri sind die umfangreichste Untergruppe der ältesten Abschriften des Neuen Testaments. Es handelt sich hierbei um Teile in Kodex-Form (Buch), geschrieben in griechischen Unzialen (Großbuchstaben) auf Papyrus. Die ersten wurden von Bernard Pyne Grenfell und Arthur Surridge Hunt in Oxyrhynchus (Ägypten) am Beginn des 20. Jahrhunderts ausgegraben. Von den 124 registrierten Papyri des Neuen Testaments stammen 50 (also 40 Prozent) aus Oxyrhynchus. Die ältesten der Papyri sind auf die Mitte des zweiten Jahrhunderts datiert. Sie wurden somit innerhalb eines Jahrhunderts nach Entstehung der Autographen geschrieben.
Grenfell und Hunt entdeckten das erste Papyrus des Neuen Testaments ({\displaystyle {\mathfrak {P}}}1) bereits am zweiten Tag der Ausgrabung im Winter 1896/97. Diese Entdeckung zusammen mit anderen frühen Ergebnissen wurde 1898 im ersten Band von The Oxyrhynchus Papyri veröffentlicht.
- Die dritte Spalte (GA) bezieht sich auf die heutige Standardnummerierung nach für Zitate der Handschriften des Neuen Testaments nach Caspar René Gregory und Kurt Aland, wie sie vom Institut für Neutestamentliche Textforschung in Münster festgelegt wird.
- {\displaystyle {\mathfrak {P}}} bezeichnet ein Papyrusmanuskript, eine mit Null beginnende Nummer zeigt eine Unzialschrift auf Pergament an.
- Der Inhalt ist auf das nächstliegende Kapitel angegeben, Verse sind nicht aufgelistet.

| Vol        | Oxy       | GA                                 | Datum                 | Inhalt                         | Institution                                                          | Stadt                     | Land    |
| ---------- | --------- | ---------------------------------- | --------------------- | ------------------------------ | -------------------------------------------------------------------- | ------------------------- | ------- |
| I          | 2         | {\displaystyle {\mathfrak {P}}}1   | 250                   | Matthäus 1                     | University of Pennsylvania                                           | Philadelphia              | USA     |
| I          | 3         | 069                                | 500                   | Markus 10–11                   | Frederick Haskell Oriental Institute University of Chicago; 2057     | Chicago                   | USA     |
| II         | 208=1781  | {\displaystyle {\mathfrak {P}}}5   | 250                   | Johannes 1, 16, 20             | British Library                                                      | London                    | UK      |
| II         | 209       | {\displaystyle {\mathfrak {P}}}10  | 350                   | Römer 1                        | Houghton Library, Harvard                                            | Cambridge (Massachusetts) | USA     |
| III        | 401       | 071                                | 500                   | Matthäus 10–11                 | Harvard Semitic Museum; 3735                                         | Cambridge (Massachusetts) | USA     |
| III        | 402       | {\displaystyle {\mathfrak {P}}}10  | 250                   | 1. Johannes 4                  | Houghton Library, Harvard                                            | Cambridge (Massachusetts) | USA     |
| IV         | 657       | {\displaystyle {\mathfrak {P}}}13  | 250                   | Hebräer 2–5, 10–12             | British Library                                                      | London                    | UK      |
| VI         | 847       | 0162                               | 300                   | Johannes 2                     | Metropolitan Museum of Art                                           | New York                  | USA     |
| VI         | 848       | 0163                               | 450                   | Offenbarung 16                 | Metropolitan Museum of Art                                           | New York                  | USA     |
| VII        | 1008      | {\displaystyle {\mathfrak {P}}}15  | 250                   | 1. Korinther 7–8               | Ägyptisches Museum                                                   | Kairo                     | Ägypten |
| VII        | 1009      | {\displaystyle {\mathfrak {P}}}16  | 300                   | Philipper 3–4                  | Ägyptisches Museum                                                   | Kairo                     | Ägypten |
| VIII       | 1078      | {\displaystyle {\mathfrak {P}}}17  | 350                   | Hebräer 9                      | Cambridge University Library, Cambridge                              | Cambridge                 | UK      |
| VIII       | 1079      | {\displaystyle {\mathfrak {P}}}18  | 300                   | Offenbarung 1                  | British Library                                                      | London                    | UK      |
| VIII       | 1080      | 0169                               | 350                   | Offenbarung 3–4                | Robert Elliott Speer Library Princeton Theological Seminary          | Princeton (New Jersey)    | USA     |
| IX         | 1169      | 0170                               | 500                   | Matthäus 6                     | Robert Elliott Speer Library Princeton Theological Seminary          | Princeton (New Jersey)    | USA     |
| IX         | 1170      | {\displaystyle {\mathfrak {P}}}19  | 400                   | Matthäus 10–11                 | Bodleian Library                                                     | Oxford                    | UK      |
| IX         | 1171      | {\displaystyle {\mathfrak {P}}}20  | 250                   | Jakobus 2–3                    | Harvey S. Firestone Memorial Library, Princeton                      | Princeton (New Jersey)    | USA     |
| X          | 1227      | {\displaystyle {\mathfrak {P}}}21  | 400                   | Matthäus 12                    | Muhlenberg College                                                   | Allentown (Pennsylvania)  | USA     |
| X          | 1228      | {\displaystyle {\mathfrak {P}}}22  | 250                   | Johannes 15–16                 | Glasgow University Library                                           | Glasgow                   | UK      |
| X          | 1229      | {\displaystyle {\mathfrak {P}}}23  | 250                   | Jakobus 1                      | University of Illinois                                               | Urbana (Illinois)         | USA     |
| X          | 1230      | {\displaystyle {\mathfrak {P}}}24  | 350                   | Offenbarung 5–6                | Franklin Trask Library Andover Newton Theological School             | Newton (Massachusetts)    | USA     |
| XI         | 1353      | 0206                               | 350                   | 1. Petrus 5                    | United Theological Seminary                                          | Dayton (Ohio)             | USA     |
| XI         | 1354      | {\displaystyle {\mathfrak {P}}}26  | 600                   | Römer 1                        | Joseph S. Bridwell Library Southern Methodist University             | Dallas                    | USA     |
| XI         | 1355      | {\displaystyle {\mathfrak {P}}}27  | 250                   | Römer 8–9                      | Cambridge University Library                                         | Cambridge                 | UK      |
| XIII       | 1596      | {\displaystyle {\mathfrak {P}}}28  | 250                   | Johannes 6                     | Sammlung Gifford Combs bis 2016 Pacific School of Religion           | Los Angeles               | USA     |
| XIII       | 1597      | {\displaystyle {\mathfrak {P}}}29  | 250                   | Apostelgeschichte 26           | Bodleian Library                                                     | Oxford                    | UK      |
| XIII       | 1598      | {\displaystyle {\mathfrak {P}}}30  | 250                   | 1. Thes 4–5; 2. Thes 1         | Universitätsbibliothek Gent                                          | Gent                      | Belgien |
| XV         | 1780      | {\displaystyle {\mathfrak {P}}}39  | 250                   | Johannes 8                     | Ambrose Swasey Library                                               | Rochester (New York)      | USA     |
| XV         | 1781=208  | {\displaystyle {\mathfrak {P}}}5   | 250                   | Johannes 1, 16, 20             | British Library                                                      | London                    | UK      |
| XVIII      | 2157      | {\displaystyle {\mathfrak {P}}}51  | 400                   | Galater 1                      | Ashmolean Museum                                                     | Oxford                    | UK      |
| XXIV       | 2383      | {\displaystyle {\mathfrak {P}}}69  | 250                   | Lukas 22                       | Ashmolean Museum                                                     | Oxford                    | UK      |
| XXIV       | 2384      | {\displaystyle {\mathfrak {P}}}70  | 250                   | Matthäus 2–3, 11–12, 24        | Ashmolean Museum                                                     | Oxford                    | UK      |
| XXIV       | 2385      | {\displaystyle {\mathfrak {P}}}71  | 350                   | Matthäus 19                    | Ashmolean Museum                                                     | Oxford                    | UK      |
| XXXIV/LXIV | 2683/4405 | {\displaystyle {\mathfrak {P}}}77  | 200                   | Matthäus 23                    | Ashmolean Museum                                                     | Oxford                    | UK      |
| XXXIV      | 2684      | {\displaystyle {\mathfrak {P}}}78  | 300                   | Judas                          | Ashmolean Museum                                                     | Oxford                    | UK      |
| L          | 3523      | {\displaystyle {\mathfrak {P}}}90  | 150                   | Johannes 18–19                 | Ashmolean Museum                                                     | Oxford                    | UK      |
| LXIV       | 4401      | {\displaystyle {\mathfrak {P}}}101 | 250                   | Matthäus 3–4                   | Ashmolean Museum                                                     | Oxford                    | UK      |
| LXIV       | 4402      | {\displaystyle {\mathfrak {P}}}102 | 300                   | Matthäus 4                     | Ashmolean Museum                                                     | Oxford                    | UK      |
| LXIV       | 4403      | {\displaystyle {\mathfrak {P}}}103 | 200                   | Matthäus 13–14                 | Ashmolean Museum                                                     | Oxford                    | UK      |
| LXIV       | 4404      | {\displaystyle {\mathfrak {P}}}104 | 150                   | Matthäus 21?                   | Ashmolean Museum                                                     | Oxford                    | UK      |
| LXIV       | 4406      | {\displaystyle {\mathfrak {P}}}105 | 500                   | Matthäus 27–28                 | Ashmolean Museum                                                     | Oxford                    | UK      |
| LXV        | 4445      | {\displaystyle {\mathfrak {P}}}106 | 250                   | Johannes 1                     | Ashmolean Museum                                                     | Oxford                    | UK      |
| LXV        | 4446      | {\displaystyle {\mathfrak {P}}}107 | 250                   | Johannes 17                    | Ashmolean Museum                                                     | Oxford                    | UK      |
| LXV        | 4447      | {\displaystyle {\mathfrak {P}}}108 | 250                   | Johannes 17/18                 | Ashmolean Museum                                                     | Oxford                    | UK      |
| LXV        | 4448      | {\displaystyle {\mathfrak {P}}}109 | 250                   | Johannes 21                    | Ashmolean Museum                                                     | Oxford                    | UK      |
| LXV        | 4449      | {\displaystyle {\mathfrak {P}}}100 | 300                   | Jakobus 3–5                    | Bodleian Art, Archaeology and Ancient World Library Papyrology Rooms | Oxford                    | UK      |
| LXVI       | 4494      | {\displaystyle {\mathfrak {P}}}110 | 350                   | Matthäus 10                    | Bodleian Art, Archaeology and Ancient World Library Papyrology Rooms | Oxford                    | UK      |
| LXVI       | 4495      | {\displaystyle {\mathfrak {P}}}111 | 250                   | Lukas 17                       | Ashmolean Museum                                                     | Oxford                    | UK      |
| LXVI       | 4496      | {\displaystyle {\mathfrak {P}}}112 | 450                   | Apostelgeschichte 26–27        | Ashmolean Museum                                                     | Oxford                    | UK      |
| LXVI       | 4497      | {\displaystyle {\mathfrak {P}}}113 | 250                   | Römer 2                        | Ashmolean Museum                                                     | Oxford                    | UK      |
| LXVI       | 4498      | {\displaystyle {\mathfrak {P}}}114 | 250                   | Hebräer 1                      | Ashmolean Museum                                                     | Oxford                    | UK      |
| LXVI       | 4499      | {\displaystyle {\mathfrak {P}}}115 | 300                   | Offenbarung 2–3, 5–6, 8–15     | Ashmolean Museum                                                     | Oxford                    | UK      |
| LXVI       | 4500      | 0308                               | 350                   | Offenbarung 11:15–18           | Ashmolean Museum                                                     | Oxford                    | UK      |
| LXXI       | 4803      | {\displaystyle {\mathfrak {P}}}119 | 250                   | Johannes 1:21–28, 38–44        | Ashmolean Museum                                                     | Oxford                    | UK      |
| LXXI       | 4804      | {\displaystyle {\mathfrak {P}}}120 | 350                   | Johannes 1:25–28, 33-38, 42–44 | Ashmolean Museum                                                     | Oxford                    | UK      |
| LXXI       | 4805      | {\displaystyle {\mathfrak {P}}}121 | 250                   | Johannes 19:17–18, 25–26       | Ashmolean Museum                                                     | Oxford                    | UK      |
| LXXI       | 4806      | {\displaystyle {\mathfrak {P}}}122 | 4./5. Jahrhundert (?) | Johannes 21:11–14, 22–24       | Ashmolean Museum                                                     | Oxford                    | UK      |
| LXXI       | 4844      | {\displaystyle {\mathfrak {P}}}123 | 4. Jahrhundert        | 1. Korinther 14:31–34; 15:3–6  | Ashmolean Museum                                                     | Oxford                    | UK      |
| LXXI       | 4845      | {\displaystyle {\mathfrak {P}}}124 | 6. Jahrhundert        | 2. Korinther 11:1-4; 6-9       | Ashmolean Museum                                                     | Oxford                    | UK      |
| LXXIII     | 4934      | {\displaystyle {\mathfrak {P}}}125 | 3./4. Jahrhundert     | 1. Pet 1,23-25; 2,1-5          | Ashmolean Museum                                                     | Oxford                    | UK      |

#### Apokryphen des Neuen Testaments
Die Sammlung der Oxyrhynchus Papyri enthält etwa 20 Handschriften der neutestamentlichen Apokryphen. Diese Werke wurden in der Zeit der ersten Christen zeitweise als biblische Bücher verwendet, doch schlussendlich nicht als solche in den Kanon der Orthodoxen Kirchen aufgenommen. Diese umfassen unter anderem die Evangelien des Thomas, der Maria, des Petrus, und das Protevangelium des Jakobus, der Hirte des Hermas, und die Didache. Neben den bekannten Evangelien gibt es auch einige noch nicht zugeordnete Apokryphen.
Die drei Manuskripte des Thomasevangeliums bilden die einzige Version dieser Texte auf Griechisch, eine weitere ist die Koptische Fassung, die in Nag Hammadi entdeckt wurde. P. Oxy. 4706 ist ein Manuskript des Hirten des Hermas, da zwei seiner Abschnitte, Visionen und Gebote, die man vorher nur separat kannte, auf einer Rolle gefunden wurden.
- P. Oxy. V 840 und P. Oxy. XV 1782 sind auf Pergament geschrieben.
- 2949?, 3525, 3529? 4705, und 4706 sind Schriftrollen, der Rest Kodizes.

| Vol              | Oxy  | Datum | Inhalt                                                      | Institution                                | Stadt                     | Land |
| ---------------- | ---- | ----- | ----------------------------------------------------------- | ------------------------------------------ | ------------------------- | ---- |
| Frühe Schriften  |      |       |                                                             |                                            |                           |      |
| LXIX             | 4705 | 250   | Hirte des Hermas, Visionen 1:1, 8–9                         | Ashmolean Museum                           | Oxford                    | UK   |
| LXIX             | 4706 | 200   | Hirte des Hermas Visionen 3–4; Gebote 2; 4–9                | Ashmolean Museum                           | Oxford                    | UK   |
| XV               | 1783 | 325   | Hirte des Hermas, Gebote 9                                  |                                            |                           |      |
| L                | 3526 | 350   | Hirte des Hermas, Gebote 5–6                                | Ashmolean Museum                           | Oxford                    | UK   |
| IX               | 1172 | 350   | Hirte des Hermas, Parabeln 2:4–10 [in einem Kodex mit 3526] | British Library; Inv. 224                  | London                    | UK   |
| LXIX             | 4707 | 250   | Hirte des Hermas, Parabeln 6:3–7:2                          | Ashmolean Museum                           | Oxford                    | UK   |
| XIII             | 1599 | 350   | Hirte des Hermas, Parabeln 8                                |                                            |                           |      |
| L                | 3527 | 200   | Hirte des Hermas, Parabeln 8:4–5                            | Ashmolean Museum                           | Oxford                    | UK   |
| L                | 3528 | 200   | Hirte des Hermas, Parabeln 9:20–22                          | Ashmolean Museum                           | Oxford                    | UK   |
| III              | 404  | 300   | Hirte des Hermas                                            |                                            |                           |      |
| XV               | 1782 | 350   | Didache 1–3                                                 | Ashmolean Museum                           | Oxford                    | UK   |
| Pseudepigraphien |      |       |                                                             |                                            |                           |      |
| I                | 1    | 200   | Thomasevangelium                                            | Bodleian Library Ms. Gr. Th. e 7 (P)       | Oxford                    | UK   |
| IV               | 654  | 200   | Thomasevangelium                                            | British Museum; Inv. 1531                  | London                    | UK   |
| IV               | 655  | 200   | Thomasevangelium                                            | Houghton Library, Harvard SM Inv. 4367     | Cambridge (Massachusetts) | USA  |
| XLI              | 2949 | 200   | Petrusevangelium(?)                                         | Ashmolean Museum                           | Oxford                    | UK   |
| L                | 3524 | 550   | Protevangelium des Jakobus 25:1                             | Ashmolean Museum                           | Oxford                    | UK   |
| L                | 3525 | 250   | Evangelium der Maria                                        | Ashmolean Museum                           | Oxford                    | UK   |
| LX               | 4009 | 150   | Petrusevangelium(?)                                         | Ashmolean Museum                           | Oxford                    | UK   |
| I                | 6    | 450   | Paulusakten und Theklalegende                               |                                            |                           |      |
| VI               | 849  | 325   | Petrusakten                                                 |                                            |                           |      |
| VI               | 850  | 350   | Johannesakten                                               |                                            |                           |      |
| VI               | 851  | 500   | Apokryphe Apostelgeschichte                                 |                                            |                           |      |
| VIII             | 1081 |       | Gnostische Evangelien                                       |                                            |                           |      |
| II               | 210  | 250   | Unidentifiziertes Evangelium                                | Cambridge University Library Add. Ms. 4048 | Cambridge                 | UK   |
| V                | 840  | 200   | Unidentifiziertes Evangelium                                | Bodleian Library Ms. Gr. Th. g 11          | Oxford                    | UK   |
| X                | 1224 | 300   | Unidentifiziertes Evangelium                                | Bodleian Library Ms. Gr. Th. e 8 (P)       | Oxford                    | UK   |

#### Andere dazugehörige Texte
- Vier exakte Datierungen sind fett markiert:

drei Libelli sind datiert, alle auf das Jahr 250, zwei auf den Monat genau und eins auf den Tag;
ein Haftbefehl, um einen Christen unter Arrest zu stellen, ist auf den 28. Februar 256 datiert.
| Vol                                                           | Oxy                           | Datum | Inhalt                                                   | Institution                                                          | Stadt                    | Land    |
| ------------------------------------------------------------- | ----------------------------- | ----- | -------------------------------------------------------- | -------------------------------------------------------------------- | ------------------------ | ------- |
| Logien & Bibel-Zitate                                         |                               |       |                                                          |                                                                      |                          |         |
| VIII                                                          | 1077                          | 550   | Amulett: Magischer Text zitiert Matthäus 4:23–24         | Trexler Library; Pap. Theol. 2 Muhlenberg College                    | Allentown (Pennsylvania) | USA     |
| LX                                                            | 4010                          | 350   | „Vaterunser“ (Matthäus 6:9ff) mit einleitendem Gebet     | Papyrology Room Ashmolean Museum                                     | Oxford                   | UK      |
| LXXXVII                                                       | 5575                          | 200   | Matthäus 6,25-26; Lukas 12,22b-24; Thomas 63,3; 27,1     |                                                                      |                          |         |
| Glaubensbekenntnisse                                          |                               |       |                                                          |                                                                      |                          |         |
| XVII                                                          | 2067                          | 450   | Bekenntnis von Nicäa (325)                               | Papyrology Room Ashmolean Museum                                     | Oxford                   | UK      |
| XV                                                            | 1784                          | 450   | Konstantinopolitanum (381)                               | Ambrose Swasey Library Colgate Rochester Crozer Divinity School      | Rochester New York       | USA     |
| Kirchenväter                                                  |                               |       |                                                          |                                                                      |                          |         |
| III                                                           | 405                           | 250   | Irenäus, Adversus haereses Gegen die Häretiker           | Universitätsbibliothek Cambridge Add. Ms. 4413                       | Cambridge                | UK      |
| XXXI                                                          | 2531                          | 550   | Theophilus von Alexandria Peri Katanuxeos [?]            | Papyrology Rooms Bodleian Art, Archaeology and Ancient World Library | Oxford                   | UK      |
|                                                               | Unbekannte theologische Werke |       |                                                          |                                                                      |                          |         |
| XIII                                                          | 1600                          | 450   | Abhandlungen über die Passion                            | Bodleian Library Ms. Gr. Th. d 4 (P)                                 | Oxford                   | UK      |
| I                                                             | 4                             | 300   | Theologisches Fragment                                   | Cambridge University Library                                         | Cambridge                | UK      |
| III                                                           | 406                           | 250   | Theologisches Fragment                                   | Library; BH 88470.1 McCormick Theological Seminary                   | Chicago Illinois         | USA     |
| Dialoge (Theologische Diskussionen)                           |                               |       |                                                          |                                                                      |                          |         |
| XVII                                                          | 2070                          | 275   | Antijüdischer Dialog                                     | Papyrology Rooms Bodleian Art, Archaeology and Ancient World Library | Oxford                   | UK      |
| XVII                                                          | 2071                          | 550   | Fragment eines Dialogs                                   | Papyrology Rooms Bodleian Art, Archaeology and Ancient World Library | Oxford                   | UK      |
| Apologie Argumente zur Verteidigung des christlichen Glaubens |                               |       |                                                          |                                                                      |                          |         |
| XVII                                                          | 2072                          | 250   | Fragment einer Apologie                                  | Papyrology Rooms Bodleian Art, Archaeology and Ancient World Library | Oxford                   | UK      |
| Homilien (Kurze Predigten)                                    |                               |       |                                                          |                                                                      |                          |         |
| XIII                                                          | 1601                          | 400   | Homilie über geistige Kriegführung                       | Ambrose Swasey Library Colgate Rochester Crozer Divinity School      | Rochester New York       | USA     |
| XIII                                                          | 1602                          | 400   | Homilie für Mönche (Pergament)                           | Universitätsbibliothek Universität Gent                              | Gent                     | Belgien |
| XIII                                                          | 1603                          | 500   | Homilie über Frauen                                      | John Rylands University Library Inv R. 55247                         | Manchester               | UK      |
| XV                                                            | 1785                          | 450   | Sammlung von Homilien [?]                                | Papyrology Room Ashmolean Museum                                     | Oxford                   | UK      |
| XVII                                                          | 2073                          | 375   | Fragment einer Homilie und anderer Text                  | Papyrology Rooms Bodleian Art, Archaeology and Ancient World Library | Oxford                   | UK      |
| Liturgische Texte Protokolle für Gottesdienste                |                               |       |                                                          |                                                                      |                          |         |
| XVII                                                          | 2068                          | 350   | Liturgische[?] Fragmente                                 | Papyrology Rooms Bodleian Art, Archaeology and Ancient World Library | Oxford                   | UK      |
| III                                                           | 407                           | 300   | Christliches Gebet                                       | Department of Manuscripts British Museum                             | London                   | UK      |
| XV                                                            | 1786                          | 275   | Christlicher Hymnus mit musikalischen Anweisungen        | Papyrology Rooms Bodleian Art, Archaeology and Ancient World Library | Oxford                   | UK      |
| Hagiographien (Heiligengeschichten)                           |                               |       |                                                          |                                                                      |                          |         |
| L                                                             | 3529                          | 350   | Das Martyrium des Dioscorus                              | Papyrology Room Ashmolean Museum                                     | Oxford                   | UK      |
| Libelli (Bescheinigungen über heidnische Opfer)               |                               |       |                                                          |                                                                      |                          |         |
| LVIII                                                         | 3929                          | 250   | Libellus aus der Zeit zwischen 25. Juni and 24. Juli 250 | Papyrology Room Ashmolean Museum                                     | Oxford                   | UK      |
| IV                                                            | 658                           | 250   | Libellus aus dem Jahr 250                                | Beinecke Library Yale University                                     | New Haven Connecticut    | USA     |
| XII                                                           | 1464                          | 250   | Libellus vom 27. Juni 250                                | Department of Manuscripts British Museum                             | London                   | UK      |
| XLI                                                           | 2990                          | 250   | Libellus aus dem dritten Jahrhundert                     | Papyrology Rooms Bodleian Art, Archaeology and Ancient World Library | Oxford                   | UK      |
| andere Dokumente                                              |                               |       |                                                          |                                                                      |                          |         |
| XLII                                                          | 3035                          | 256   | Haftbefehl für einen Christen vom 28. Februar 256        | Papyrology Room Ashmolean Museum                                     | Oxford                   | UK      |
| Andere Fragmente                                              |                               |       |                                                          |                                                                      |                          |         |
| I                                                             | 5                             | 300   | Frühes christliches Fragment                             | Bodleian Library Ms. Gr. Th. f 9 (P)                                 | Oxford                   | UK      |

## Allgemeine Literatur
- Bernard P. Grenfell, Arthur S. Hunt: The Oxyrhynchus papyri (= Graeco-Roman memoirs. bislang insgesamt 103 Bände). Egypt Exploration Fund, London 1898.